# San Cipriano Picentino
San Cipriano Picentino è un comune italiano di 6 674 abitanti della provincia di Salerno in Campania.

## Geografia fisica
«Vi è tra i monti una valle bellissima sulla quale sovrasta, ergendosi al cielo la rupe Cerreta»
Con queste parole il poeta Jacopo Sannazaro - il quale visse per circa 20 anni a San Cipriano Picentino - ha voluto esaltare la bellezza di questo paese situato a 15 km da Salerno.
Il paese è collocato su una collina alle pendici orientali del monte Monna; le sue frazioni, Vignale, Pezzano, Filetta, Campigliano, presentano antichi casali, borghi e masserie. Dal paese si può godere di un paesaggio della città di Salerno, del porto e da alcuni punti anche della costiera amalfitana e cilentana.
La vegetazione dominante è quella della frutta secca, nocciole e castagne in particolare; ma non di meno sono presenti ulivi e viti, che permettono la produzione di oli d'oliva e vini.
- Classificazione sismica: zona 2 (sismicità media), Ordinanza PCM. 3274 del 20/03/2003.

## Storia
Come quasi tutti i paesi della zona dei Picentini, San Cipriano deve le sue origini alla distruzione di Picentia intorno all'anno 268 a.C. ad opera dei romani, che provocò la dispersione dei suoi abitanti nei territori circostanti. I vari centri che si crearono divennero, nel corso del medioevo, distretti amministrativi, detti gastaldati, prima di divenire, sotto il dominio normanno, contee e baronie.
Il nome del paese deriverebbe da Tascio Cecilio Cipriano, santo martire cristiano. Il primo documento in cui si ha notizia di una chiesa dedicata a tale san Cipriano, voluta dal principe Guaimario IV di Salerno, risale al 1049. La chiesa era situata in un luogo detto Venera, Vernera o Benera, che da allora si chiamò San Cipriano, divenendo un territorio concesso negli anni a feudatari ecclesiastici e laici. È probabile che fu scelto il nome di San Cipriano, in ricordo dell'antica alleanza con i Cartaginesi, dato che san Cipriano era cartaginese, ma soprattutto in virtù dei commerci avuti nei secoli con quelle popolazioni.
Nel 1460 Ferdinando d'Aragona lo affidò al Barone di Santo Mango. Nel 1531, riuscendo a staccarsi dal Principato, San Cipriano costituì la propria libera Università con un governo eletto dalle popolazioni dei villaggi di tale territorio, ne fu approvata la costituzione e nel 1533 fu costruito perfino il palazzo 'della baronia' posto tra l'attuale capoluogo e la frazione alta di Vignale.
Dal 1811 al 1860 è stato capoluogo dell'omonimo circondario appartenente al Distretto di Salerno del Regno delle Due Sicilie.
Dal 1860 al 1927, durante il Regno d'Italia (1861-1946) è stato capoluogo dell'omonimo mandamento appartenente al Circondario di Salerno.
Con il Regio Decreto del 23 ottobre 1862, di Vittorio Emanuele II fu aggiunto l'appellativo "Picentino".
Il territorio dei monti picentini è cosparso di chiese, conventi, basiliche e cappelline votive, testimonianza concreta della fede e della devozione che da sempre anima la gente del luogo.
Nel 1929 vi fu aggregato il comune di Giffoni Sei Casali, che recuperò l'autonomia nel 1944.

### Simboli
Lo stemma e il gonfalone del comune di San Cipriano Picentino sono stati concessi con decreto del presidente della Repubblica del 27 novembre 2009.
Il gonfalone è un drappo di giallo con la bordatura di azzurro.

## Monumenti e luoghi d'interesse
- Castello di Montevetrano

## Società

### Evoluzione demografica
Abitanti censiti

### Religione
La maggioranza della popolazione è di religione cristiana di rito cattolico; il comune appartiene all'arcidiocesi di Salerno-Campagna-Acerno ed è suddiviso nelle seguenti parrocchie:
- San Francesco d'Assisi
- Santi Andrea e Giovanni Battista
- Santi Cipriano ed Eustachio

## Geografia antropica

### Frazioni
- Campigliano 1 099 abitanti
- Filetta-Pezzano 2 600 abitanti
- Vignale 546 abitanti

## Infrastrutture e trasporti

### Strade
- Strada Provinciale 24/b Bivio Gaiano-Castiglione del Genovesi-S.Cipriano Picentino.
- Strada Provinciale 71 Filetta-Campigliano.
- Strada Provinciale 26/a San Mango Piemonte-San Cipriano Picentino-Giffoni Sei Casali-Giffoni Valle Piana.
- Strada Provinciale 227 Tora-Bivio Altimari-Staglio.
- Strada Provinciale 297 San Cipriano Picentino-Vignale.
- Strada Provinciale 367 Innesto SP 25 (Ponte Molinello)-Prepezzano.

## Amministrazione

### Sindaci
| Periodo          | Periodo          | Primo cittadino    | Partito                                    | Carica  | Note |
| ---------------- | ---------------- | ------------------ | ------------------------------------------ | ------- | ---- |
| 12 maggio 1985   | 16 maggio 1990   | Francesco Palamone | Democrazia Cristiana                       | Sindaco |      |
| 16 maggio 1990   | 19 dicembre 1992 | Attilio Naddeo     | Partito Socialista Italiano                | Sindaco |      |
| 19 dicembre 1992 | 23 aprile 1995   | Paolo Sabato       | Partito Democratico della Sinistra         | Sindaco |      |
| 23 aprile 1995   | 13 giugno 1999   | Paolo Sabato       | L'Ulivo (PDS, DS)                          | Sindaco |      |
| 13 giugno 1999   | 13 giugno 2004   | Attilio Naddeo     | Il Picchio (SDI)                           | Sindaco |      |
| 13 giugno 2004   | 7 giugno 2009    | Attilio Naddeo     | Uniti per San Cipriano Picentino (SDI, PD) | Sindaco |      |
| 7 giugno 2009    | 25 maggio 2014   | Gennaro Aievoli    | Insieme Protagonisti (PDL, FI)             | Sindaco |      |
| 25 maggio 2014   | 26 maggio 2019   | Gennaro Aievoli    | Insieme Protagonisti (FI, Lega)            | Sindaco |      |
| 26 maggio 2019   | 9 giugno 2024    | Sonia Alfano       | Insieme Protagonisti (FdI)                 | Sindaco |      |
| 10 giugno 2024   | in carica        | Sonia Alfano       | Insieme Possiamo (FdI)                     | Sindaco |      |

### Gemellaggi
- Sormano, dal 2007

### Altre informazioni amministrative
Il comune fa parte della Comunità montana Monti Picentini.
Le competenze in materia di difesa del suolo sono delegate dalla Campania all'Autorità di bacino regionale Destra Sele.
Per quel che riguarda la gestione dell'irrigazione e del miglioramento fondiario, l'ente competente è il Consorzio di bonifica in Destra del fiume Sele.